# William Devlin
Pour les articles homonymes, voir Devlin.
William Devlin (né le 30 juillet 1899 à Bellshill, North Lanarkshire en Écosse et mort à une date inconnue) était un joueur de football écossais, qui évoluait au poste d'attaquant.

## Biographie
Il commence sa carrière dans le club de son pays natal, Cowdenbeath FC avec lequel il inscrit en tout 73 buts.
Il rejoint ensuite le championnat anglais avec l'équipe de Huddersfield Town FC entre 1925 et 1927 avec laquelle il joue en tout 32 matchs et marque 14 buts.
Il part finir sa carrière dans le club de Liverpool FC.

## Palmarès
Cowdenbeath FC
- Meilleur buteur du Championnat d'Écosse de football (2) :
  - 1925: 33 buts & 1926: 40 buts.

Huddersfield Town FC
- Vice-champion du Championnat d'Angleterre de football (1) : 
  - 1927.